# Gemycircularvirus
Genre
Gemycircularvirus est un genre de virus de la famille des Genomoviridae qui comprend 43  espèces. Ce sont des virus à ADN simple brin circulaire, classés dans le groupe II de la classification Baltimore, qui infectent principalement les animaux, Vertébrés (28 espèces) et Invertébrés (4 espèces), mais aussi les champignons (1 espèce : Sclerotinia gemycircularvirus 1) et les plantes (5 espèces). Certaines espèces ont été isolées des eaux usées.

## Étymologie
Le nom générique, « Gemycircularvirus », est une combinaison dérivée de l'expression « Gemini-like myco-infecting circular virus », qui fait référence à la similitude des virions avec ceux des Geminivirus, au génome constitué d'ADN circulaire et au fait que la seule espèce acceptée lors de la création du genre (2015) infecte des champignons (mycovirus).

## Liste des espèces  et non-classés
Selon NCBI (30 décembre 2020) :
- Blackbird associated gemycircularvirus 1
- Bovine associated gemycircularvirus 1
- Bromus associated gemycircularvirus 1
- Cassava associated gemycircularvirus 1
- Chickadee associated gemycircularvirus 1
- Chicken associated gemycircularvirus 1
- Chicken associated gemycircularvirus 2
- Dragonfly associated gemycircularvirus 1
- Equine associated gemycircularvirus 1
- Fur seal associated gemycircularvirus 1
- Gerygone associated gemycircularvirus 1
- Gerygone associated gemycircularvirus 2
- Gerygone associated gemycircularvirus 3
- Hypericum associated gemycircularvirus 1
- Lama associated gemycircularvirus 1
- Mallard associated gemycircularvirus 1
- Miniopterus associated gemycircularvirus 1
- Mongoose associated gemycircularvirus 1
- Mosquito associated gemycircularvirus 1
- Odonata associated gemycircularvirus 1
- Odonata associated gemycircularvirus 2
- Poaceae associated gemycircularvirus 1
- Porcine associated gemycircularvirus 1
- Porcine associated gemycircularvirus 2
- Pteropus associated gemycircularvirus 1
- Pteropus associated gemycircularvirus 10
- Pteropus associated gemycircularvirus 2
- Pteropus associated gemycircularvirus 3
- Pteropus associated gemycircularvirus 4
- Pteropus associated gemycircularvirus 5
- Pteropus associated gemycircularvirus 6
- Pteropus associated gemycircularvirus 7
- Pteropus associated gemycircularvirus 8
- Pteropus associated gemycircularvirus 9
- Rat associated gemycircularvirus 1
- Sclerotinia gemycircularvirus 1 (espèce-type)
- Sewage derived gemycircularvirus 1
- Sewage derived gemycircularvirus 2
- Sewage derived gemycircularvirus 3
- Sewage derived gemycircularvirus 4
- Sewage derived gemycircularvirus 5
- Sheep associated gemycircularvirus 1
- Soybean associated gemycircularvirus 1
- Non-classés 
  - Bat gemycircularvirus
  - Byrsonima crassifolia associated gemycircularvirus
  - Caesalpinia pluviosa associated gemycircularvirus
  - Canine feces-associated gemycircularvirus
  - Cattle blood-associated gemycircularvirus
  - Cattle plasma-associated gemycircularvirus
  - Chicken stool-associated gemycircularvirus
  - Common bean-associated gemycircularvirus
  - Euphorbia heterophylla associated gemycircularvirus
  - Faeces associated gemycircularvirus 1
  - Gemycircularvirus CN-GZ1
  - Gemycircularvirus HV-GcV1
  - Gemycircularvirus SL
  - Giant panda associated gemycircularvirus
  - Gila monster-associated gemycircularvirus
  - Gila monster-associated gemycircularvirus 1
  - Lupine feces-associated gemycircularvirus 1
  - Lupine feces-associated gemycircularvirus 2
  - Momordica charantia associated gemycircularvirus
  - Murine feces-associated gemycircularvirus 1
  - Murine feces-associated gemycircularvirus 2
  - Myriapoda gemycircularvirus 1
  - Myriapoda gemycircularvirus 2
  - Myriapoda gemycircularvirus 3
  - Northern red-backed vole stool-associated gemycircularvirus 110
  - Olive associated gemycircularvirus 1
  - Porcine associated gemycircularvirus 3
  - Porcine feces-associated gemycircularvirus
  - Sewage-associated gemycircularvirus 1
  - Sewage-associated gemycircularvirus 11
  - Sewage-associated gemycircularvirus 7
  - Sewage-associated gemycircularvirus 8
  - Tick gemycircularvirus